# John L. Bates
John Lewis Bates (18 septembre 1859 - 8 juin 1946) est un homme politique américain. Membre du Parti républicain, il est gouverneur du Massachusetts de 1903 à 1905.